# Santo Antão (bairro)
Santo Antão é um bairro do distrito do Santo Antão, no município gaúcho de Santa Maria, no Brasil. Localiza-se no norte da cidade.
O bairro Santo Antão possui uma área de 51,70 km² que equivale a 100% do distrito do Santo Antão que é de 51,33 km² e  2,86% do municipio de Santa Maria que é de 1791,65 km².

## História
O bairro surge automaticamente quando da criação do distrito do Santo Antão, onde a população da localidade passa a ter serviços públicos em comum como correios, escola, serviços em saúde, infraestrutura, entre outros, pensados como para uma unidade de vizinhança.

### Prédios históricos
Capela de Santo Antão
Entre 1846 e 1848  o monge italiano João Maria de Agostini presenteou a comunidade com uma imagem de Santo Antão, considerado protetor do Campo e dos Animais, que trouxe das  reduções jesuíticas para o estado. A Capela de Santo Antão é uma das unidades religiosas mais antigas de Santa Maria, e a Romaria de Santo Antão acontece desde 1848 e é considerada a mais antiga do Rio Grande do Sul.

## Limites
Limita-se com os bairros:  Agroindustrial, Boca do Monte, Campestre do Menino Deus, Caturrita, Chácara das Flores, Nossa Senhora do Perpétuo Socorro, e, com os municípios de Itaára e São Martinho da Serra.
Descrição dos limites do bairro:
- Ao  Norte: Começa no ponto de interseção da Estrada Municipal Armando Arruda com a linha seca de limite intermunicipal - Santa Maria e São Martinho da Serra, de coordenada UTM aproximada E 2194 e N 67216 e, segue por esta linha seca, em sentido leste, de aproximadamente 3.875 metros, até encontrar a bifurcação da estrada desativa com a estrada principal de acesso a São Martinho da Serra, na localidade denominada Rondinha. Deste  ponto, segue em sentido norte, pela estrada de acesso principal a São Martinho da Serra, até encontrar a Estrada da Água Negra; deflete por esta estrada, até encontrar a Sanga da Água Negra, e por esta, à montante, até sua nascente;
- Ao Leste: Da nascente da Sanga da Água Negra, segue por linha seca, de aproximadamente 375 metros, em sentido sul-sudoeste, até encontrar a nascente do Arroio Vacacaí-Mirim. Deste ponto, segue pelo Arroio Vacacaí-Mirim, à jusante, até encontrar a ponte da linha férrea sobre este arroio (divisa intermunicipal Santa Maria - Itaara). Segue pela ferrovia, em sentido sul, até encontrar a ponte sobre um afluente da margem direita do Arroio Vacacaí-Mirim, de coordenada UTM aproximada E 2275 e N 671685. Deste ponto, segue por este afluente, à montante, até sua nascente, de coordenada UTM aproximada E 2272 e N 671685 e, por linha seca, de aproximadamente 500 metros, em sentido sudoeste, até encontrar a nascente norte do Arroio Wolf, de coordenada UTM aproximada E 2272 e N 67165; segue por este arroio (curso principal), à jusante até o ponto de convergência para o sentido oeste, de coordenada UTM aproximada E 2272 e N 671575;
- Ao Sul: Do ponto de convergência, de coordenada UTM aproximada E 2272 e N 671575, no curso principal do Arroio Wolf, segue por linha seca, de aproximadamente 2.125 metros, em sentido oeste, até encontrar a variante desativada da Estrada Nova para São Martinho da Serra, passando pelo flanco sul do Morro das Antenas (inicio do antigo corredor de acesso à Vila Nossa Senhora da Conceição), ponto de coordenada UTM aproximada de valor E 2251 e N 67156; deste ponto, segue pela Estrada Nova para São Martinho da Serra, em sentido sul, por aproximadamente 850 metros, até encontrar a ponte (viaduto) sobre a linha férrea, Santa Maria - São Pedro do Sul. Deste ponto, segue pela ferrovia, em sentido geral oeste, até a ponte sobre o Arroio Ferreira;
- Ao Oeste: Da ponte da ferrovia sobre o Arroio Ferreira, segue por este arroio, à montante, até encontrar a confluência com a Sanga Funda (afluente da margem direita), de coordenada UTM aproximada E 220 e N 67163; deste ponto, segue pela Sanga Funda, até encontrar a confluência do primeiro afluente da margem esquerda, de coordenada UTM aproximada E 2194 e N 67165; deste ponto, segue por este afluente, à montante, até sua nascente, em sentido geral norte, junto ao colo do “Morro da Isabel”, ponto de coordenada UTM aproximada E 2188 e N 67189; deste ponto, segue por linha seca, de aproximadamente 200 metros, em sentido norte, até encontrar a nascente sudoeste, do afluente da margem esquerda do Arroio do Tigre, de coordenada UTM aproximada E 2188 e N 67192. Segue por este afluente do Arroio do Tigre, até encontrar a ponte da Estrada do Divino de coordenada UTM aproximada E 2192 e N 672085 e, por esta estrada, em sentido noroeste, até encontrar a Estrada Municipal Armando Arruda; deste ponto, segue pela Estrada Armando Arruda até encontrar sua interseção com a linha de limite intermunicipal - Santa Maria com São Martinho da Serra, ponto de coordenada UTM aproximada E 2194 e N 67216, inicio desta demarcação.

## Unidades residenciais
O bairro Santo Antão, pertencente ao distrito do Santo Antão, é uma unidade de vizinhança que contém as seguintes unidades residenciais:
| # | Unidade residencial | Localização                       | Limites | Obs. |
| - | ------------------- | --------------------------------- | --- | ---- |
| 1 | Água Negra          | 29° 35' 57.34" S 53° 52' 49.71" O | A unidade residencial que limita-se ao norte com a sanga da Água Negra, ao sul com a sanga Lajeado do Tigre e a leste com uma estrada sem denominação que cruza a Vila Santo Antão.                                                                   |      |
| 2 | Campestre do Divino | 29° 37' 44.08" S 53° 52' 31.22" O | A unidade residencial que limita-se ao norte com a sanga Lageado do Tigre, ao sul com a ferrovia E-O e ao leste com Caturrita e Vila Santo Antão. |      |
| 3 | Caturrita           | 29° 39' 44.50" S 53° 50' 48.35" O | A unidade residencial que limita-se ao oeste com o Campestre do Divino, ao sul com os bairros Caturrita e Chácara das Flores, a oeste com a ferrovia N-S e ao norte com a Vila Santo Antão.                                                           |      |
| 4 | Rondinha            | 29° 36' 36.26" S 53° 50' 38.45" O | A unidade residencial que limita-se ao norte e leste com a Sanga da Água Negra, ao sul com a Vila Santo Antão, e a oeste com uma estrada sem denominação que cruza a Vila Santo Antão.                                                                |      |
| 5 | Santo Antão         |                                   | Toda a área do perímetro do bairro Santo Antão sem denominação específica. |      |
| 6 | Vila Santo Antão    | 29° 37' 49.67" S 53° 50' 52.34" O | A unidade residencial, sede do distrito do Santo Antão, situada nos arredores de uma estrada sem denominação, limitando-se ao norte com Rondinha e Água Negra, a oeste com o Campestre do Divino, ao sul com Caturrita, e a leste com a ferrovia N-S. |      |

## Demografia

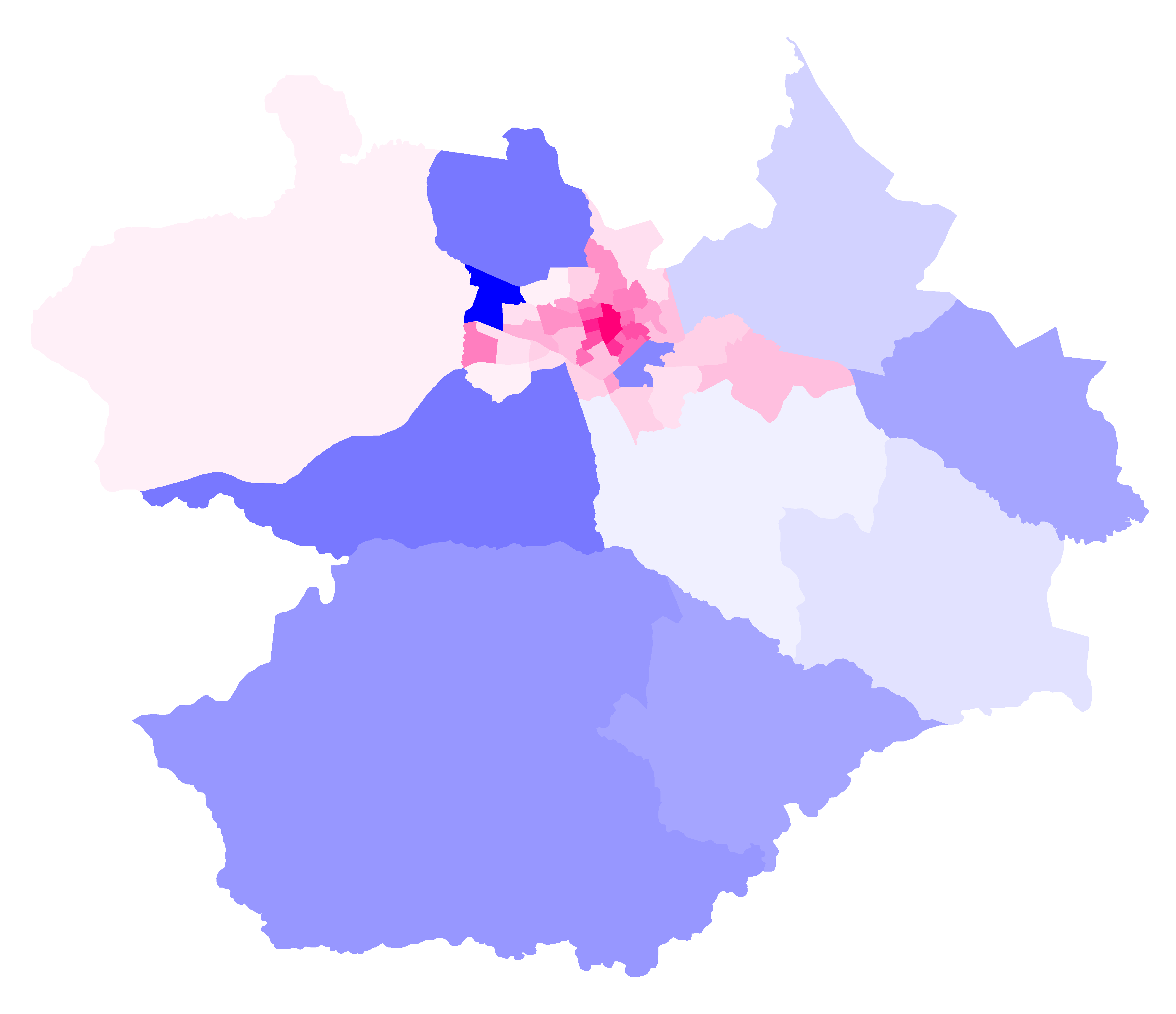
Mapa do município de Santa Maria com as divisões em bairros. Em escalas de azul os bairros com predominância masculina e em escalas de rosa os bairros com predominância feminina. Observa-se que quanto melhor a infraestrutura e o acesso a ela mais convidativo o bairro é para a população feminina. E, reciprocamente, podemos reconhecer os bairros com melhor infraestrutura observando onde a população feminina está concentrada.

Segundo o censo demográfico de 2010, Santo Antão é, dentre os 50 bairros oficiais de Santa Maria:
- O único bairro do distrito do Santo Antão.
- O 47º bairro mais populoso.
- O 9º bairro em extensão territorial.
- O 44º bairro mais povoado (população/área).
- O 11º bairro em percentual de população na terceira idade (com 60 anos ou mais).
- O 46º bairro em percentual de população na idade adulta (entre 18 e 59 anos).
- O 24º bairro em percentual de população na menoridade (com menos de 18 anos).
- Um dos 11 bairros com predominância de população masculina.
- Um dos 30 bairros que não contabilizaram moradores com 100 anos ou mais.

Distribuição populacional do bairro
1. Total: 807 (100%)
  1. Urbana: 16 (1,98%)
  2. Rural: 791 (98,02%)
2. Homens: 438 (54,28%)
  1. Urbana: 9 (2,05%)
  2. Rural: 429 (97,95%)
3. Mulheres: 369 (45,72%)
  1. Urbana: 7 (1,90%)
  2. Rural: 362 (98,10%)

## Infraestrutura
Educação
No bairro está situada a Escola Municipal de Ensino Fundamental Intendente Manoel Ribas.
Indústrias
O bairro possui abatedouros de gado, de aves e leitarias.
Presídio
Santo Antão já abrigou/obriga o lixão de Santa Maria, conhecido como Lixão da Caturrita e é no bairro que também está situado o Presídio Estadual de Santa Maria com capacidade de até 776 presidiários.